# Атон

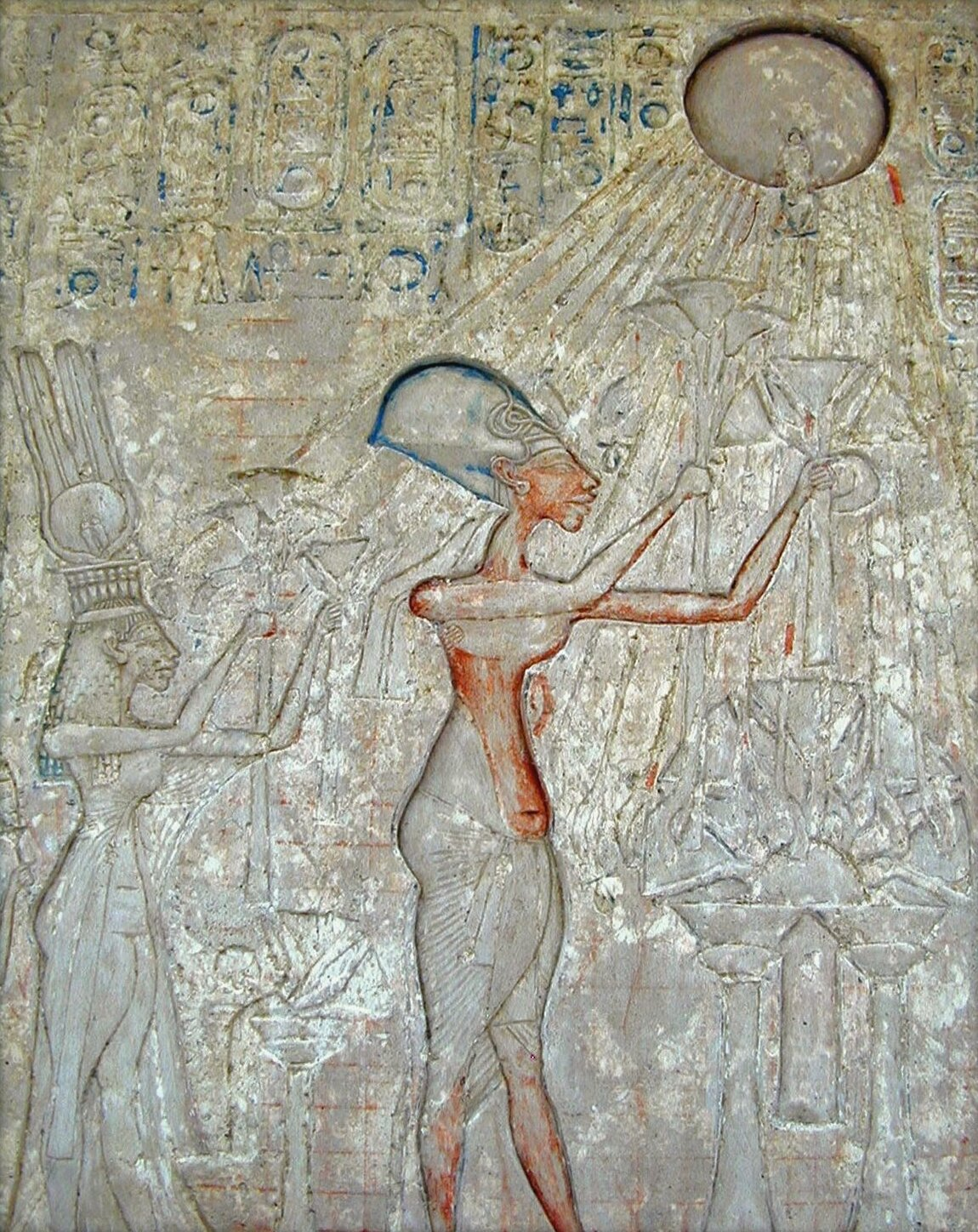
Фараон Ехнатон і його сім'я на поклонінні Атону

Символ Атона

Ато́н (давньоєгипетською i-t:n) — в давньоєгипетській міфології бог Сонця. Початково, за часів Стародавнього царства, був одним з багатьох єгипетських богів, уособленням Ра, богом сонячного диска. Поступово роль в пантеоні зростала, а кількість його храмів і жерців збільшувалась. Вже за часів правління Хатшепсут Атон уособлювався як «Творець всілякої живої істоти, який створив і впорядкував Всесвіт».
За часів правління Тутмоса IV та Аменхотепа III культ Атона посилився і, врешті-решт, фараон XVIII династії Ехнатон (бл. 1400 до н. е.) оголосив його єдиним верховним богом замість Амона (монотоїстський переворот).
Зображувався у вигляді сонячного диска, який протягував свої численні промені з долонями на кінцях людям. Одне з найвідоміших зображень Атона є на спинці золотого трону фараона Тутанхамона.
На честь Атона фараон змінив своє тронне ім'я з Аменхотепа IV на Ехнатон, і збудував для нього нову столицю — Ахетатон.

## Назви в честь
На честь бога Атона астероїду 1976 AA було присвоєно його ім'я — 2062 Атон. Надалі на честь астероїда було названо групу майже тисячі навколоземних астероїдів. Зокрема один з них — 99942 Апофіс 13 квітня 2029 пролетить неподалік Землі, на висоті геостаціонарної орбіти та названий на честь давньоєгипетського злого бога-руйнівника, пожирача Сонця Апепа (грец. Αριζόνα).